# Siêu nhân cái bang
Siêu nhân cái bang (tựa gốc: Hancock) là một phim siêu anh hùng hài của Mỹ năm 2008 do Peter Berg đạo diễn và có sự tham gia của Will Smith, Charlize Theron và Jason Bateman. Nội dung phim xoay quanh một siêu anh hùng vigilante John Hancock (Smith) từ Los Angeles thường xuyên có những hành động liều lĩnh gây thiệt hại cho thành phố hàng triệu USD. Cuối cùng, một nạn nhân mà anh cứu được là Ray Embrey (Bateman) đã thay đổi nhiệm vụ của Hancock để khiến hình ảnh của anh trước công chúng tốt hơn.

## Nội dung
John Hancock là một người đàn ông nghiện rượu sở hữu siêu năng lực, bao gồm khả năng bay, cơ thể siêu bền và sức mạnh phi thường. Thời gian sống ở Los Angeles, Hancock thường đi cứu người như một siêu anh hùng nhưng luôn bị người dân chửi bới và căm ghét vì anh có tính tình ngang ngược và cách hành động cẩu thả, gây ra nhiều thiệt hại. Một ngày nọ, Hancock giải cứu Ray Embrey, một chuyên gia quan hệ công chúng, thoát khỏi đường ray khi đoàn tàu đang đến. Để trả ơn việc Hancock cứu mạng mình, Ray đề nghị giúp Hancock cải thiện hình ảnh của anh trước công chúng. Hancock gặp gia đình Ray, vợ anh ta là Mary và con trai anh ta là Aaron, họ mời Hancock ăn mì Ý thịt viên.
Ray khuyên Hancock xin lỗi công khai trước công chúng, sau đó vào tù một thời gian đến khi người dân cần anh. Hancock miễn cưỡng đồng ý, cố gắng hòa nhập với các bạn tù. Đúng như dự đoán của Ray, tỷ lệ tội phạm trong thành phố tăng lên, cuối cùng Hancock được thả ra để giúp đỡ cảnh sát. Anh giải quyết một vụ cướp ngân hàng do băng cướp của Kenneth "Red" Parker, Jr. thực hiện. Hancock đã chặt tay Parker để ngăn chặn hắn kích hoạt bom trên người con tin. Hancock được khen ngợi như một anh hùng thật sự và bắt đầu có được sự yêu mến của người dân.
Hancock ăn tối với Ray và Mary, tiết lộ rằng anh là một người bất tử và bị mất trí nhớ, anh từng tỉnh lại trong một bệnh viện vào tám mươi năm trước mà không nhớ danh tính của mình, các bác sĩ nói rằng anh đã bị đập vào đầu, khi y tá yêu cầu "John Hancock" (tức là chữ ký), anh ta đã nhầm nó với tên thật của mình và đã lấy nó làm tên của mình kể từ đó. Ray cũng tiết lộ rằng Mary chỉ là mẹ kế của Aaron, còn mẹ ruột cậu bé đã qua đời. Đưa Ray say xỉn về nhà, Hancock hôn Mary nhưng cô đã ném anh qua bức tường, việc này cho thấy cô cũng có siêu năng lực. Ngày hôm sau, Hancock nói chuyện riêng với Mary, cả hai đánh nhau dữ dội khắp thành phố. Ray đã chứng kiến cuộc giao chiến, sau đó hỏi cả hai người cho ra lẽ. Mary thừa nhận rằng Hancock là chồng cô trong quá khứ nhưng cô đã chọn cách lặng lẽ rời xa anh khi anh bị mất trí nhớ.
Tối hôm đó, Hancock ngăn chặn một vụ cướp cửa hàng tạp hóa nhưng lần này phát súng của tên cướp đã khiến anh bị thương và nhập viện. Mary xuất hiện, giải thích rằng khi những người phi thường như họ ở gần nhau, họ sẽ từ từ mất đi sức mạnh và trở thành người phàm. Lần cuối Hancock và Mary ở bên nhau là tám mươi năm trước, lúc đó Hancock bị kẻ xấu đánh bất ngờ, anh bị mất trí nhớ từ đó. Parker và một số tên tội phạm khác đã trốn thoát khỏi nhà tù, chúng tấn công vào bệnh viện để trả thù Hancock. Mary bị trúng đạn rồi rơi vào nguy kịch. Hancock cố gắng giết bọn tội phạm nhưng càng bị thương nhiều hơn. Ray đã giết Parker, kịp thời cứu mạng Hancock. Sau đó Hancock lao ra khỏi bệnh viện, nhảy đi thật xa để giúp Mary mau hồi phục, rồi anh bay về phía Mặt trăng.
Một tháng sau, gia đình Ray nhận được cuộc gọi của Hancock, nay đang ở Thành phố New York, tiết lộ rằng anh đã khắc hình trái tim nhân ái trong chiến dịch quảng cáo của Ray lên bề mặt Mặt trăng. Trong phần cảnh hậu danh đề, Hancock chuẩn bị ngăn chặn một tên tội phạm đang giữ con tin và bắt buộc Hancock giúp hắn thoát khỏi cảnh sát.